# Keltie Hansen
Keltie Hansen (* 13. Mai 1992 in Edmonton) ist eine ehemalige kanadische Freestyle-Skierin. Sie startete in der Disziplin Halfpipe.

## Werdegang
Hansen nahm von 2009 bis 2018 an Wettbewerben der FIS und der AFP World Tour teil. Ihr Debüt im Weltcup hatte sie im Januar 2009 in Park City, welches sie auf den 11. Platz beendete. Bei den Freestyle-Skiing-Weltmeisterschaften 2009 in Inawashiro kam sie auf den 17. Platz. Zu Beginn der Saison 2010/11 holte sie bei den Juniorenweltmeisterschaften in Cardrona die Silbermedaille im Slopestyle. Im weiteren Saisonverlauf belegte sie den zweiten Rang bei der Pipe Open Series in Truckee und den ersten Rang beim AFP World Tour Finale in Whistler. Bei den Freestyle-Skiing-Weltmeisterschaften 2011 in Park City gewann sie die Bronzemedaille. Die Saison beendete sie auf den fünften Platz im Halfpipe-Weltcup und den vierten Rang in der AFP World Tour Gesamtwertung. Im Januar 2012 errang sie bei der Pipe Open Series in Whistler den dritten Platz. In der Saison 2012/13 erreichte sie mit dem dritten Rang beim Weltcup in Sotschi ihre erste Podestplatzierung im Weltcup. Bei den Freestyle-Skiing-Weltmeisterschaften 2013 in Oslo wurde sie Siebte. Bei ihrer ersten Olympiateilnahme 2014 in Sotschi belegte sie den 13. Platz im erstmals ausgetragenen Halfpipe-Wettbewerb. In der Saison 2014/15 kam sie bei den Canadian Open in Calgary auf den dritten Platz. Bei den Freestyle-Skiing-Weltmeisterschaften 2015 am Kreischberg errang sie den sechsten Platz. Im März 2017 errang sie bei den Freestyle-Skiing-Weltmeisterschaften 2017 in Sierra Nevada den 14. Platz in der Halfpipe. Ihren letzten Weltcup absolvierte sie im Januar 2018 in Mammoth, welchen sie auf dem achten Platz beendete.